# 黒野村 (岐阜県稲葉郡)

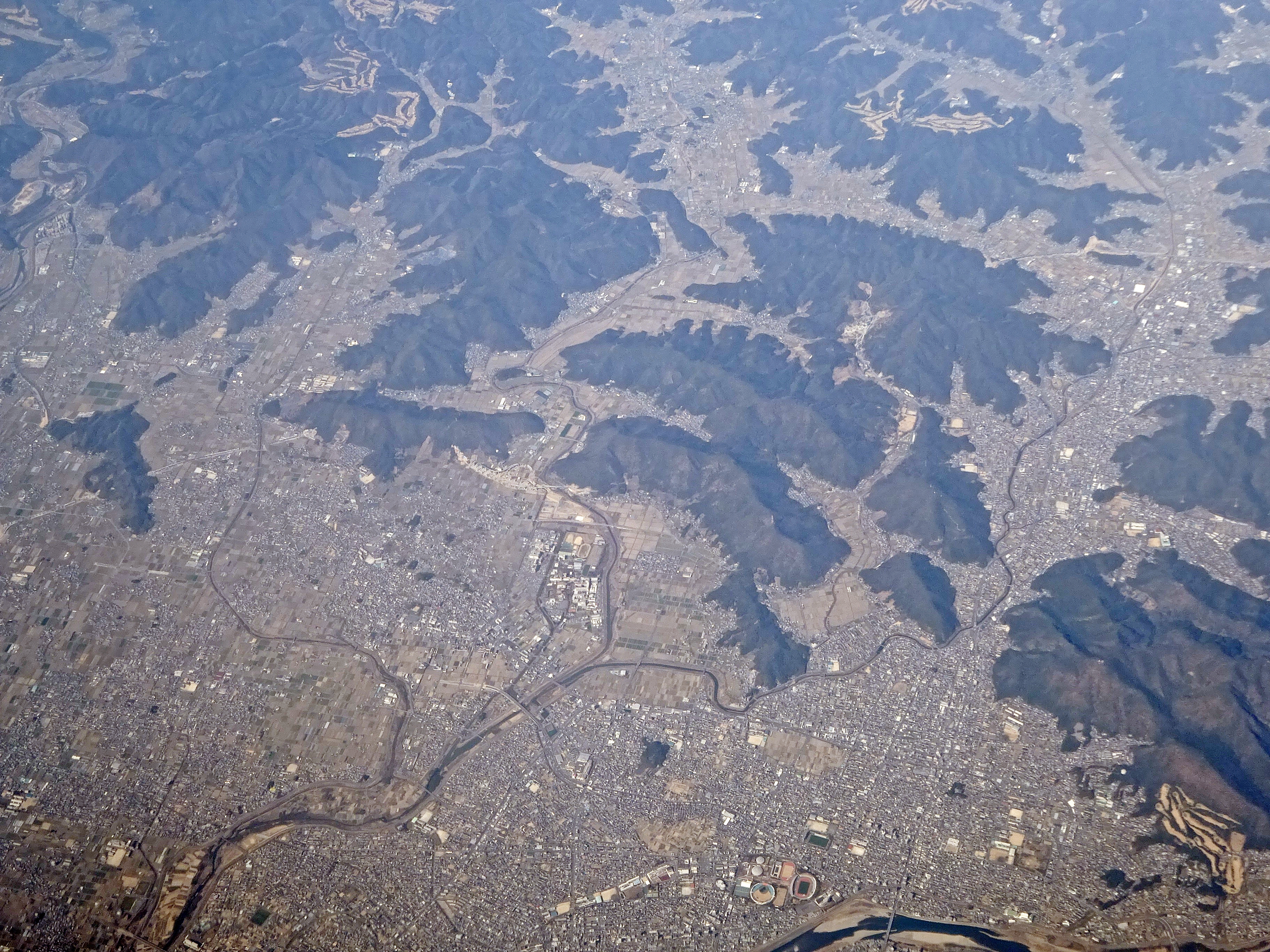
岐阜大学周辺を空撮（旧：黒野村）

黒野村（くろのむら）はかつて岐阜県稲葉郡に存在した村である。
現在の岐阜市西北部に該当し、伊自良川と板屋川に挟まれた地域である。現在の地名は、黒野、黒野南、下鵜飼、折立、交人、洞、古市場、今川、御望、柳戸などである。岐阜市に編入後、岐阜大学がこの地に移転し、学生の街でもある。

## 歴史
- 平安時代、この地域で鵜飼いが行われていたという記録がある。室町時代にこの地の鵜飼漁を行なっていた者が方県郡長良（後の稲葉郡長良村、現・岐阜市）と各務郡岩田（後の稲葉郡岩村、現・岐阜市）に移住し、長良川鵜飼と小瀬鵜飼の元になったという。
- 1594年（文禄3年） - 加藤貞泰は父の遺領甲斐24万石をついだが、父が石田三成と不和だったため、若年を理由に美濃黒野4万石に転封となる[1]。
- 1597年（慶長2年） - 黒野城が築城される。関ヶ原の戦い後も加藤貞泰の所領は安堵され、黒野藩が成立する。
- 1610年（慶長15年） - 加藤貞泰は伯耆国米子藩へ加増移封され、黒野藩は廃藩となる。
- 江戸時代末期、この地域は美濃国方県郡に属し、天領（黒野村・下鵜飼村・交人村・古市場村）、尾張藩領（折立村）、高富藩領（今川村）、磐城平藩領（御望村）などであった。
- 1876年（明治9年）8月 - 黒野村と下鵜飼村が合併し、黒野村になる。
- 1880年（明治13年）4月 - 黒野村が分立し、黒野村と下鵜飼村となる。
- 1897年（明治30年）4月1日[2] - 厚見郡、各務郡、方県郡の一部が合併して稲葉郡となる。
- 1897年（明治30年）4月1日 - 黒野村、下鵜飼村、御望村、洞村、交人村、折立村、今川村、古市場村が合併して鵜飼村となる。
- 1898年（明治31年）9月 - 鵜飼村は黒野村に改称する。
- 1950年（昭和25年）8月20日 - 黒野村が岐阜市に編入され、黒野村は消滅する。

## 経済

### 産業
- 農業

『大日本篤農家名鑑』によれば、黒野村の篤農家は「國島文太郎、安田茂助、河合清平、松井太郎、白木捨治、脇田静三」などがいた。

## 地域

### 学校
- 黒野村立黒野小学校 （現・岐阜市立黒野小学校）
- 岐阜県稲葉郡学校組合立稲北中学校 （現・岐阜市立岐北中学校）
- 岐阜県立北方高等学校黒野分校（1972年廃校）

## 旧跡・観光など
- 黒野城址
- 黒野別院 （現在は廃寺）

## 出身人物
- 北原泰作（部落解放運動家）[4] - 黒野村大字黒野生まれ[4]。軍隊内の差別撤廃を天皇に直訴した。